# Den vilda fighten
Den vilda fighten (originaltitel: Every Which Way but Loose) är en amerikansk actionfilm från 1978 av James Fargo med Clint Eastwood och Geoffrey Lewis med flera.

## Handling
Phil Beddoe är en vanlig lastbilschaffis utan större bekymmer i livet. Han har en tendens att hamna i bråk på krogen, sägs vara den bästa slagskämpen väster om Rocky Mountains och han bor tillsammans med en 80-kilos orangutang som heter Clyde. Precis som alla andra killar så blir Phil till slut kär. Han förälskar sig i en knasig sångerska som tar med honom på en galen jakt genom den amerikanska västern. De stöter egentligen inte på några större hinder förutom ett motorcykelgäng, två skumma extraknäckande snutar och den legendariske bråkstaken Tank Murdock.

## Om filmen
Den vilda fighten blev mycket uppskattad, vilket föranledde till uppföljaren Nu fightas vi igen. Filmen gjorde dessutom så att Eastwoods dalande karriär tillfälligt bromsades upp.

## Skådespelare (urval)
- Clint Eastwood - Phil Beddoe
- Geoffrey Lewis - Orville Boggs
- Sondra Locke - Lynn Halsey-Taylor
- Beverly D'Angelo - Echo
- Walter Barnes - Tank Murdock
- Roy Jenson - Woody
- James McEachin - Herb